# Pieve di San Giuliano a Settimo
(Guido Carocci, I dintorni di Firenze)
La pieve di San Giuliano è un luogo di culto cattolico che si trova a Pieve a Settimo, frazione di Scandicci, in provincia di Firenze.

## Storia
La chiesa, esistente forse già negli ultimi anni del regno longobardo, è documentata indirettamente dal 774, e in maniera sicura solo a partire dall'agosto 866 quando risultano venduti dei beni posti nel territorio della plebe Sancti Juiliano sito Septimo. La Pieve, situata lungo la via Pisana, è la più antica della zona e faceva parte, insieme alla vicina Torre di Settimo, del sistema di controllo del Valdarno a ovest di Firenze che comprendeva anche la giurisdizione sull'attraversamento dell'Arno poco più a nord.
Con la fondazione, all'inizio dell'XI secolo, della celebre Badia a Settimo, si ha una riorganizzazione giuridico-amministrativa all'interno del piviere, che porta a una diminuzione dei suoi poteri e a un ridimensionamento del suo piviere con la perdita, in seguito, delle chiese di San Martino alla Palma e di San Colombano a Settimo che divennero delle dipendenze della badia. Allora la chiesa, opera forse delle maestranze del Montalbano e con influenze nordiche, è allora a tre navate e aveva forse una cripta. Il campanile fu aggiunto invece nel secolo seguente, nel 1143.
Prima del 23 febbraio 1228 la pieve di San Giuliano venne nominata capoluogo del comune di Settimo e ciò portò a un acuirsi delle tensioni con la badia, tanto da arrivare alla stipula di un compromesso, datato 27 agosto 1231, per regolare il primato sulle chiese suffraganee. Probabilmente già a quell'epoca presso la pieve risiedeva una comunità di canonici regolari che avevano il compito di officiare e amministrare le 16 chiese suffraganee costituenti il piviere di San Giuliano. 
All'inizio del XIV secolo le rendite erano mediocri ma la chiesa fu beneficiata nel corso del secolo da diversi lasciti testamentari che ne incrementarono il patrimonio. Dal 1483 il patronato della pieve passò alla famiglia Mannelli che subito iniziarono dei lavori di miglioramento che portarono alla ricostruzione della sacrestia e della casa canonica. In questi anni potrebbe essere stato realizzato anche il chiostro porticato di eleganza laurenziana, caratterizzato da colonne ioniche.
Nel 1534, dopo i danni dell'assedio di Firenze del 1529-1530, viene fondata la Compagnia dell'Assunta e di San Giuliano là dove era la precedente area cimiteriale, accanto alla chiesa sulla sinistra; secondo altre fonti l'oratorio venne costruito nel 1580, ma in questo caso potrebbe trattarsi di un rifacimento.
Tra il 1656 e il 1666 la chiesa venne rinnovata in stile barocco per iniziativa del pievano Bartolomeo Baldini. Vennero costruiti quattro altari (dedicati rispettivamente a Sant'Antonio, al Santissimo Crocifisso, a Santa Lucia e a San Bartolomeo), venne inoltre costruita una cappella dedicata a Santa Maria e in facciata venne realizzato il porticato classicheggiante, mentre più tardi, nel 1691, altri lavori interessarono la sacrestia. 
Un altro pievano, Tommaso Gambassini, nel 1735 promosse una nuova ristrutturazione aggiungendo la finta volta a botte della navata, e nel 1772 acquistò l'organo. Il 31 agosto 1797 la chiesa venne nuovamente riconsacrata e nel 1894 venne sostituito l'organo. Nel 1986 fu restaurato l'altare della Madonna dei Fiori, nel 2002 sono stati restaurati i locali annessi e dal 2007 al 2011 l'intera chiesa.

## Descrizione
La chiesa consiste in una basilica a tre navate, divise da sei campate su pilastri quadrangolari e conclusa con tre absidi. La navata centrale è sopraelevata rispetto alle laterali e la copertura, originariamente era a capriate lignee, ma dalla metà del Settecento si presenta voltata. È dotata di un campanile e in origine probabilmente aveva anche una cripta.

### Esterno
La facciata a salienti si presenta nella veste conferitale dopo i restauri settecenteschi. È preceduta da un portico e sopra di esso in origine era aperta da un occhio in laterizio, sostituito successivamente da una finestra rettangolare, oggi tamponata; sotto la cuspide è presente lo stemma lapideo dei Mannelli. Il portale di accesso presenta un arco estradossato a tutto sesto in pietra forte: nei piedritti sono visibili due frammenti di una lapide con incise le seguenti parole: + ANNO D[omini]I MCC / LXXX : III [Ind] / TIONE : X[II] / [IA]COBUS AMINI / [STRAT]OR HVIUS PLE. / [FECI T FIERI HOC ÷ [OPU]S : +

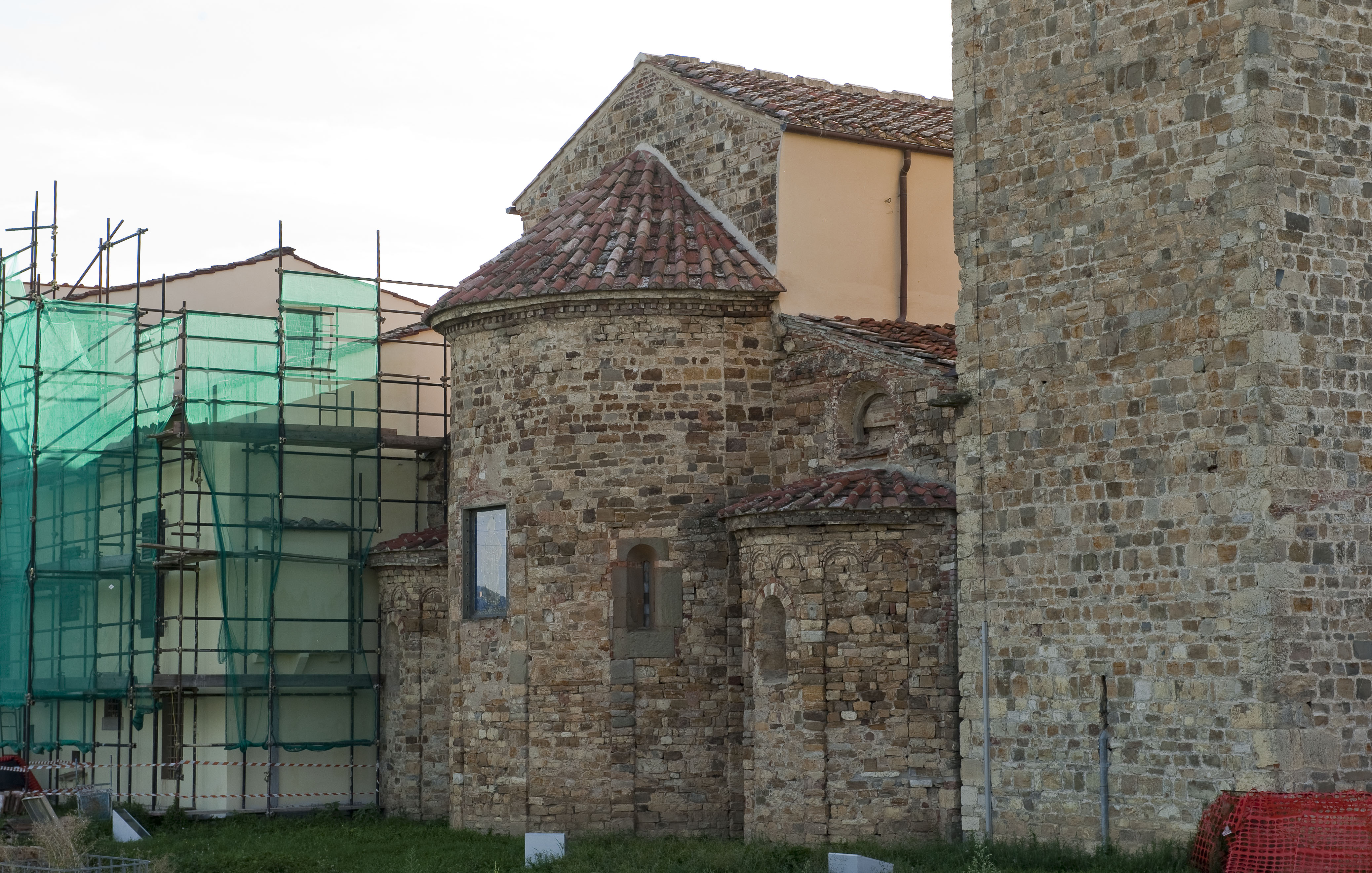
Esterno delle absidi

Le fiancate della chiesa non sono visibili perché coperte dai volumi della canonica e della compagnia ma dal piccolo chiostro è parzialmente visibile il cleristorio in origine aperto da monofore, oggi parzialmente sostituite da finestre risalenti al Settecento. Nella tribuna sono visibili i volumi cilindrici delle absidi originariamente scandite da lesene e concluse da coppie di arcatelle cieche con risega. L'abside centrale è aperta da due monofore strombate con archivolti in pietra serena e in cotto mentre le absidi minori sono aperte da monofore a doppia strombatura con l'archivolto decorato con una ghiera bicroma.
Il campanile è posto nell'angolo nord-est ed è datato 1143. Ha una struttura a base quadrata realizzata con conci di calcare alberese disposti a corsi orizzontali e paralleli; la parte superiore è frutto di un rifacimento più tardo.
Nel chiostro rinascimentale, porticato e con eleganti colonne ioniche, è collocato un sarcofago di epoca romana (II secolo) decorato con putti, festoni e maschere rinvenuto nella vicinanze.

### Interno

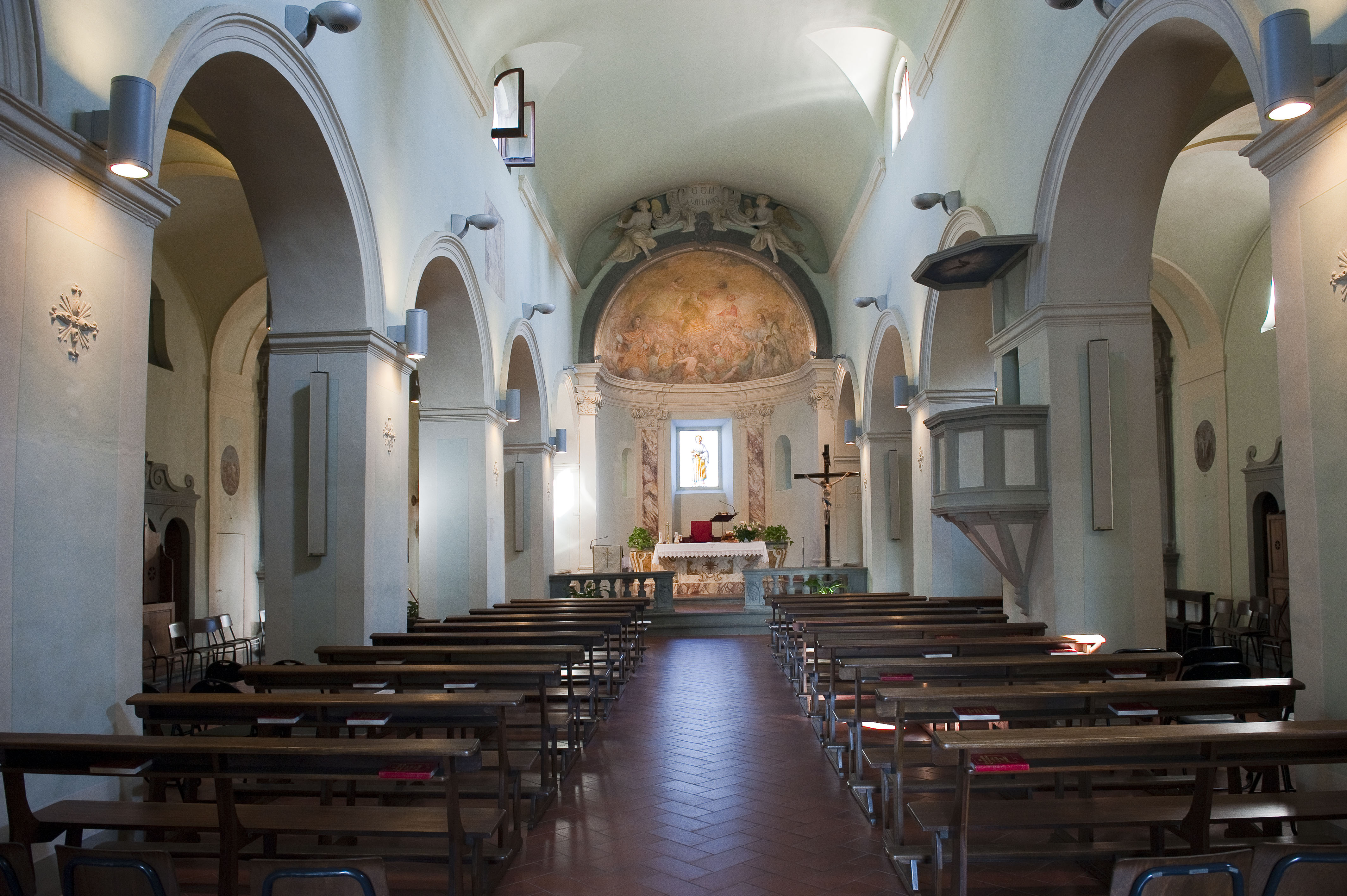
Interno

L'interno della pieve, nonostante le aggiunte del XVIII secolo in stile neoclassico, lascia intendere l'originale struttura romanica. Infatti, l'ambiente interno della chiesa è costituito da tre navate separate da archi a tutto sesto poggianti su pilastri rettangolari, cinque per lato, che rivestono le originali colonne. Mentre la navata è priva di divisione in campate ed è coperta con volta a botte lunettata, le due navate laterali sono composte da sei campate ciascuna, ognuna delle quali è coperta con volta a vela.
Sul primo altare a destra, del 1658, è la terracotta detta Madonna dei Fiori, generalmente attribuita alla scuola di Antonio Rossellino o di Benedetto da Maiano, ma per la quale è stata avanzata anche l'attribuzione alla bottega di Donatello; secondo la leggenda sarebbe stata ritrovata in una villa dei Baldesi, che poi apparterrà ai Taddei, intorno al 1495 circa. 
Sulla parete destra è murata un'iscrizione sepolcrale che testimonia l'uso cimiteriale di questa pieve: MCCCIIII / DIE XI APRIL / HIC IACET / DNS PLEBANI DU / RABTE F. OLIM CR. / A DI PONDOLI.
Il presbiterio è rialzato di un gradino rispetto al resto della chiesa ed è delimitato da una balaustra in pietra; al centro vi è l'altare maggiore, in stucco dipinto a finto marmo, mentre il catino absidale è affrescato da Cosimo Ulivelli nel 1655 per volontà del pievano Bartolomeo Baldini, originario di Castiglion Fiorentino, con l'Incoronazione della Vergine tra san Giuliano e San Bartolomeo, le cui fattezze dovrebbero essere quelle del pievano Baldini.
Dalla chiesa proviene la tavola del San Giuliano (1423-1425 circa) di Masolino da Panicale facente parte del Trittico Carnesecchi e oggi conservata al Museo diocesano di Santo Stefano al Ponte di Firenze.

## Piviere di San Giuliano a Settimo
- chiesa di Santo Stefano a Ugnano
- chiesa di San Colombano a Settimo
- chiesa di San Martino alla Palma
- chiesa di San Romolo a Settimo
- chiesa di Sant'Ilario a Settimo

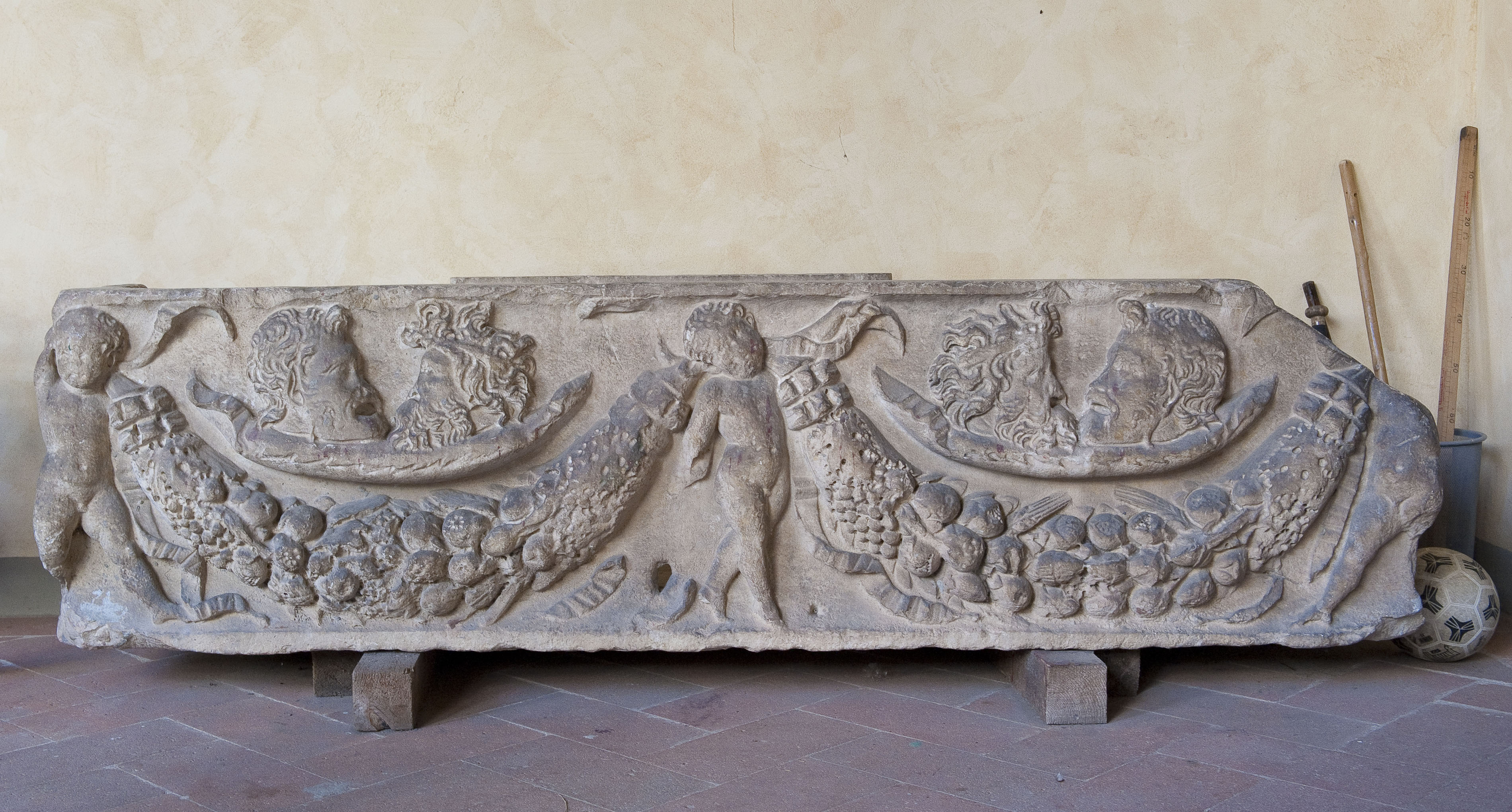
Sarcofago

- chiesa di Santa Maria a Castagnetolo;
- chiesa di San Pietro a Sollicciano
- chiesa di Santa Maria a Mantignano;
- chiesa di San Lorenzo a Settimo.